# Elecciones municipales de Cuba de 1992
Las elecciones municipales de Cuba de 1992 se realizaron el 20 y 27 de diciembre de dicho año para elegir a los 13 865 miembros de las Asambleas Municipales del Poder Popular. Fueron las séptimas elecciones de carácter local desde 1976. En aquellos municipios en donde no hubo un triunfador por mayoría absoluta, se realizó una segunda vuelta el 27 de diciembre.
La participación total en esta elección alcanzó el 97,2%.

## Participación
Los datos oficiales de participación ciudadana en estas elecciones y número de delegados a elegir por provincia se resume en la siguiente tabla:
| Provincia           | Participación | Delegados |
| ------------------- | ------------- | --------- |
| Pinar del Río       | 98.6%         | 1224      |
| La Habana           | 96.1%         | 993       |
| Ciudad de La Habana | 95.1%         | 1495      |
| Matanzas            | 98.0%         | 847       |
| Villa Clara         | 97.6%         | 1214      |
| Cienfuegos          | 99.1%         | 552       |
| Sancti Spíritus     | 98.4%         | 675       |
| Ciego de Ávila      | 99.3%         | 648       |
| Camagüey            | 98.3%         | 910       |
| Las Tunas           | 97.6%         | 713       |
| Holguín             | 97.3%         | 1331      |
| Granma              | 97.7%         | 1176      |
| Santiago de Cuba    | 98.1%         | 1210      |
| Guantánamo          | 96.0%         | 773       |
| Isla de la Juventud | 96.7%         | 104       |
| Total               | 97.2%         | 13 865    |